# Гліреси
Глі́реси або гризуноподібні (Glires) — клада, яка також подається як грандряд (раніше надряд), що містить два ряди ссавців — зайцеподібні (Lagomorpha) й мишоподібні (Muriformes).
Клада Glires входить до складу надряду Euarchontoglires. Сестринським до гризуноподібних (Glires) є ряд тупаєподібних (Scandentia).

## Історія класифікації
Раніше зайцеподібні (Lagomorpha) й гризуни (Rodentia) були об'єднані в одну родину, потім — в один ряд. Але з часом зайцеподібних відокремили від гризунів на рівні окремих рядів. Попри спільні коріння між мишоподібними та зайцеподібними, за 70 мільйонів років ці дві групи дуже змінились і відділились одна від іншої.

## Альтернативні тлумачення
Від часів Лінея до середини XX ст. зайцеподібних і мишоподібних розглядали у складі ряду гліресів (Glires). У розквіт таких класифікацій ці дві групи гризуноподібних позначали як двопарнорізцевих (Duplicidentata) та однопарнорізцевих (Simplicidentata) (в Україні це відбито у зведеннях Мигуліна 1938 р. та Корнєєва 1952 р.). Надалі, насамперед у час розвитку кладистики та прикладної генетики ця схема класифікування була підтверджена й отримала назву «концепція Glires» (її альтернативами було зближення зайцеподібних та мишоподібних з різними рядами Плацентарних і визнання паралельного розвитку ознак «гризунства»).
Паралельно було показано, що рівні диференціації цих двох груп є вищими й можуть бути визнані за рядові. Відповідно до цього ранг групи Glires було піднято до рівня надряду. Окрім того, було показано, що стрибунцеві (Macroscelididae), яких раніше розглядали в межах ряду комахоїдних (Insecrivora), можуть також бути віднесені до цього надряду, проте тепер їх розглядають у складі афротерій.
Палеозоологічні дані також вказують на наявність спільних пращурів зайцеподібних і гризунів, що особливо чітко показано дослідженнями Олександра Аверьянова (ЗІН РАН) ранньоміоценових «гризуноподібних» ссавців із Центральної Азії.

## Класифікація
|        | Scandentia                                              |
|        |                                                         |
| Glires | \| \| Rodentia \| \| \| \| \| \| Lagomorpha \| \| \| \| |
|        | \| \| Rodentia \| \| \| \| \| \| Lagomorpha \| \| \| \| |
|        | Rodentia                                                |
|        |                                                         |
|        | Lagomorpha                                              |
|        |                                                         |

|  | Rodentia   |
|  |            |
|  | Lagomorpha |
|  |            |

|  | Dermoptera                 |
|  |                            |
|  | \| \| Primates \| \| \| \| |
|  |                            |
|  | Primates                   |
|  |                            |

|  | Primates |
|  |          |

|        | Scandentia                                              |
|        |                                                         |
| Glires | \| \| Rodentia \| \| \| \| \| \| Lagomorpha \| \| \| \| |
|        | \| \| Rodentia \| \| \| \| \| \| Lagomorpha \| \| \| \| |
|        | Rodentia                                                |
|        |                                                         |
|        | Lagomorpha                                              |
|        |                                                         |

|  | Rodentia   |
|  |            |
|  | Lagomorpha |
|  |            |

|  | Dermoptera                 |
|  |                            |
|  | \| \| Primates \| \| \| \| |
|  |                            |
|  | Primates                   |
|  |                            |

|  | Primates |
|  |          |

Існує велике різноманіття класифікаційних схем і назв. Як один з компромісів може бути такий (за зведенням «Види ссавців світу», 2005):
- ряд зайцеподібні (Leporiformes, seu Lagomorpha)
- ряд мишоподібні (Muriformes, seu Rodentia s. str.)
  - підряд вивірковиді (Sciuromorpha)
  - підряд бобровиді (Castorimorpha)
  - підряд мишовиді (Myomorpha, seu Myodonta)
  - підряд шипохвостовиді (Anomaluromorpha)
  - підряд їжатцевиді (Hystricomorpha)
    - інфраряд гундієвиді (Ctenodactylomorphi)
    - інфраряд «їжатцещелепні» (Hystricognathi, вкл. парворяди Caviomorpha, Phiomorpha)

## Біологічна характеристика

### Загальний опис
Одна з найяскравіших особливостей гризуноподібних — здатність до гризіння: субстрату, деревини, захисних оболонок рослинних плодів тощо. З цим пов'язана їхня одна з головних морфологічних особливостей — розвиток потужних різців і диференціація зубного ряду на гризучу частину (різці) і жуйну частину (щічні зуби). У зв'язку з цим задні різці (3-й і часто 2-й), ікла, а також премоляри (1-2, а часто й 3-й і 4-й) «випадають» із зубного ряду, формуючи діастему.
Рослиноїдні гризуноподібні розвинули особливе пристосування для перетравлення клітковини і отримання додаткового білка: клітковина через відсутність сласних ферментів (целюлаз) не може бути перетравлена і засвоєна, у зв'язку з цим для таких гризуноподібніх характерна копрофагія. Зокрема, явище копрофагії описано для зайців, кролів, сліпаків та інших представників. У їхній кишці формуються кульки посліду, які складаються переважно із залишків рослинних тканин і збагачені мікрофлорою, яка розвивається далі у повітряному середовищі. Гризуноподібних повертаються до місць розкладання кульок і поїдають їх, таким способом отримуючи додаткове живлення. В екології це має назву зовнішнього рубця за аналогією з рубцем жуйних.

### Морфологія

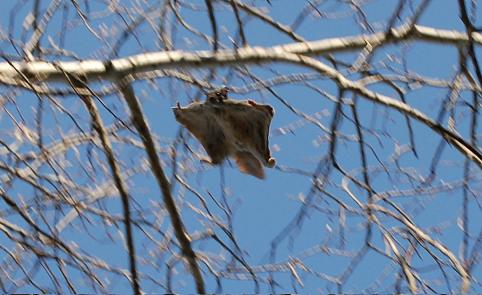
Літяга під час планерувального польоту

Гризуноподібні — зазвичай тварини невеликих розмірів. Розміри тіла коливаються від 5 сантиметрів у деяких мишівок до 130 сантиметрів у капібари. Але зазвичай не перевищують 50 см. Хвіст у гризуноподібних може бути значно довшим за тіло (наприклад, у мишівок та тушканів), а може бути й зовсім відсутній (наприклад, у морських свинок).
Форма тіла і кінцівок у гризуноподібних може досить сильно відрізнятися залежно від способу життя. Так у стрибаючих форм можуть бути сильно розвинені задні кінцівки. У риючих тіло набуває овалоподібної форми й добре розвинені кігті на передніх кінцівках. Також гризуноподібних, що планерують з дерев, і у зв'язку з цим мають бічну шкірну складку (наприклад, літяга).

### Анатомія

#### Зуби

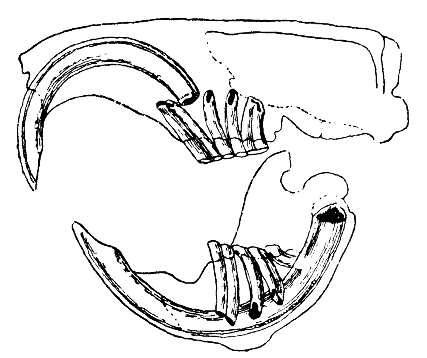
Зубна система гризуноподібних

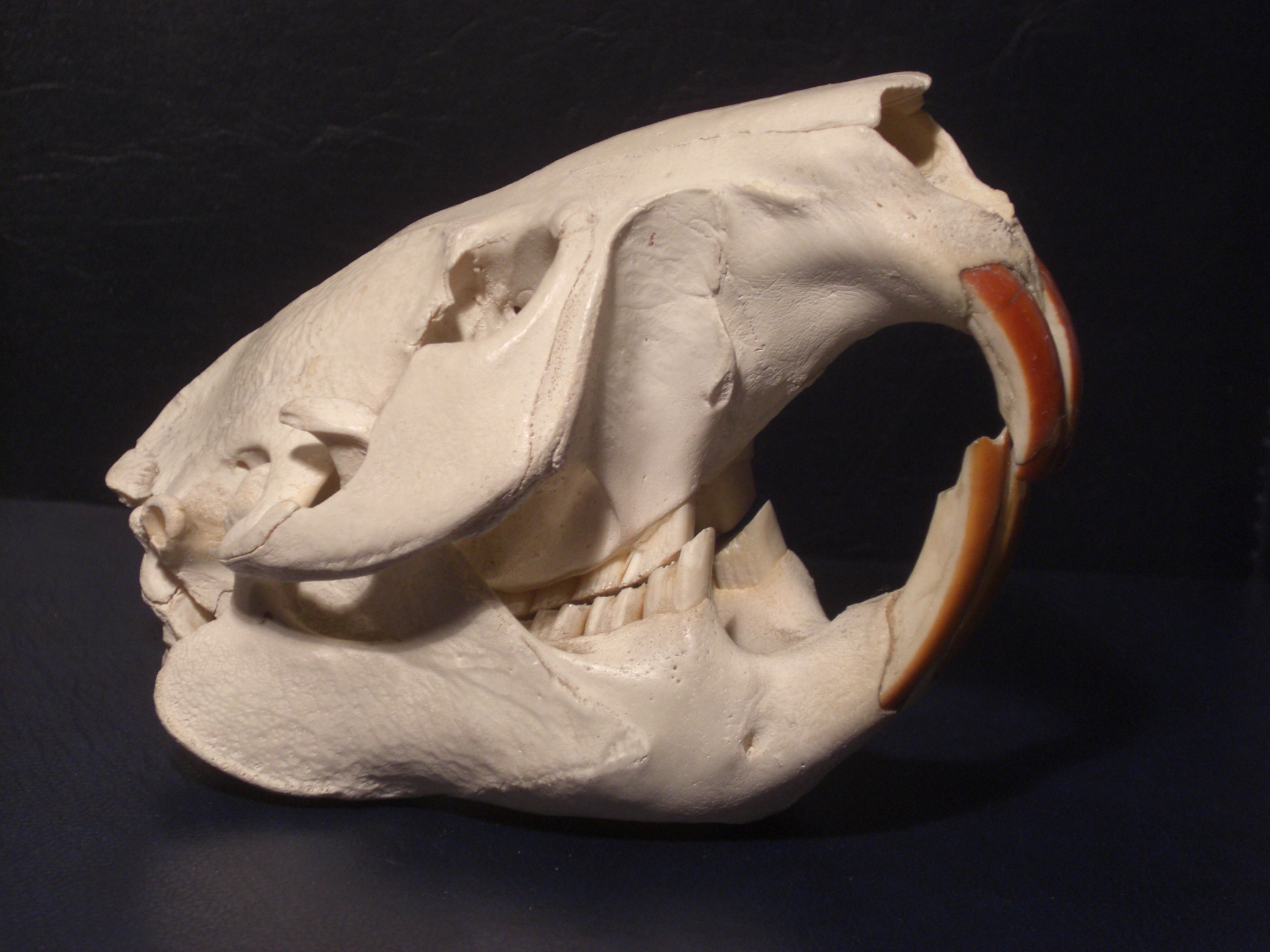
Череп звичайного бобра

Головною особливістю зубів у гризуноподібних є одна пара збільшених різців, як на верхній щелепі, так і на нижній. Різці гризуноподібних постійно ростуть і сточуються. Швидкість їх росту досягає 0,8 мм на добу (у бобрів). Передня поверхня різців покрита емаллю, задня поверхня — дентином, в результаті чого різці самозаточуються при гризінні.
У гризуноподібних відсутні ікла, і різці розташовані на відстані від малих корінних зубів, яка називається діастемою. Корінні мають пласку жувальну поверхню, яка несе горбики, або петлі емалі. Різці (а у деяких видів і корінні) не мають коренів.
Зубів від 22 (зубна формула {\displaystyle I{1 \over 1}C{0 \over 0}P{2 \over 1}M{3 \over 3}}) до 12 (зубна формула {\displaystyle I{1 \over 1}C{0 \over 0}P{0 \over 0}M{1 \over 1}}).

#### Кишка
У зв'язку з харчуванням грубою рослинною їжею кишка гризуноподібних досить довга. Всі гризуноподібні, крім сонеподібних, мають сліпу кишку, в якій їжа, зокрема, переробляється шляхом бродіння. Особливо сильно сліпа кишка розвинена у видів, що харчуються травою і корою дерев.

## Спосіб життя
Більшість гризуноподібних активні вночі або в сутінках, але багато видів активні й протягом дня. Гризуноподібні можуть жити як окремо, так і в групах, що можуть складати до 100 особин (у сліпаків). Гризуноподібні живуть у всіх життєвих просторах, включаючи повітря (літяга). Їх немає лише в Антарктиді і на деяких дрібних островах. Гризуноподібні розвинули особливу форму приймання рослинної їжі, при якому при поїданні деяких форм калу їжа двічі проходить систему травлення.

### Виноски
1. ↑  Linnaeus C. Systema Naturae per Regna Tria Naturae, Secundum Classes, Ordines, Genera, Species, cum Characteribus, Differentiis, Synonymis, Locis. — 1758. — Т. 1. — 824 с.
2. 1 2 3 4  Соколов В. Е. Систематика млекопитающих. Отряды: зайцеобразных, грызунов. — Москва : Вища школа, 1977. — С. 29-39.
3. 1 2 3 4  Громов И. М., Ербаева М. А. Млекопитающие фауны России и сопредельных территорий. Зайцеобразные и грызуны. — СПб., 1995. — С. 58-61.
4. ↑  Павлинов И. Я., Крускоп С.В., Варшавський А.А., Борисенко А.В. Наземные млекопитающие России. — Москва : КМК, 2002. — С. 132–133. — ISBN 5-87317-094-0.
5. ↑  Nowak R., Paradiso J. Walker's Mammals of the World. — 4th. — Baltimore : The Johns Hopkins University Press, 1983. — Т. 1. — С. 493. — ISBN 0-8018-2525-3.